# آنول آلیسون
آنول آلیسون (نام علمی: Anolis allisoni) نام یک گونه از سرده آنول است. که به طور معمول به عنوان آنول الیسون یا آنول آبی کوبایی شناخته می‌شود، یک گونه مارمولک در خانواده داکتیلوئیده است. این گونه در کوبا (به جز غرب و جنوب شرق دور)، جزایر خلیج و کایوس کوچینوس در ساحل اصلی هندوراس، و هاف مون کای در ساحل اصلی بلیز، بومی است.  همچنین یک گزارش مشکوک از کوزومل، مکزیک وجود دارد. اخیراً، این گونه در جنوب فلوریدا مستند شده است. این گونه روزانه معمولاً روی تنه‌های نخل دیده می‌شود و از بی‌مهرگان تغذیه می‌کند. این گونه از آنول‌ها است که در آن ماده ها ممکن است تخم‌های خود را با هم بگذارند و یک لانه جمعی تشکیل دهند.

## نگارخانه

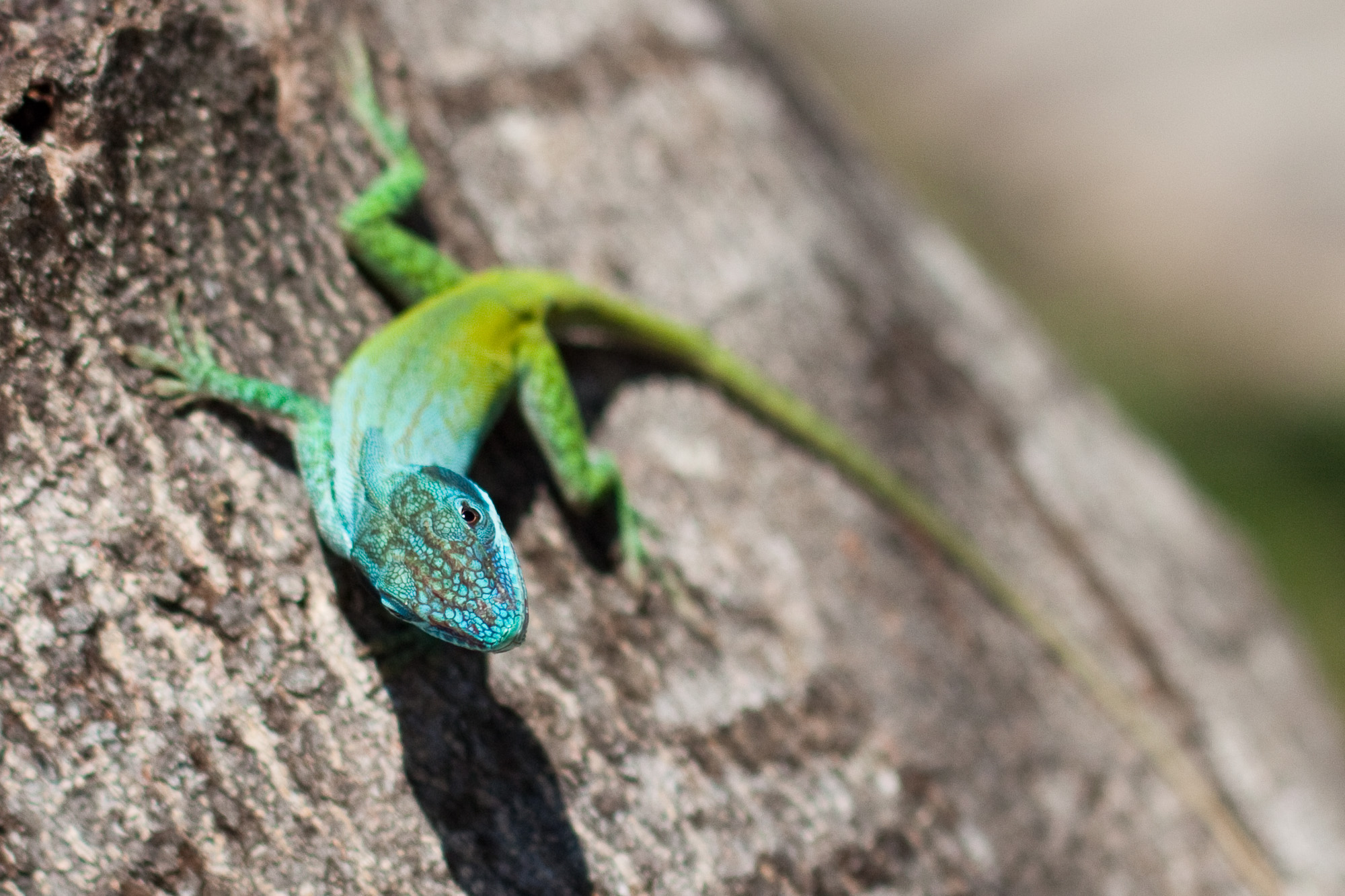
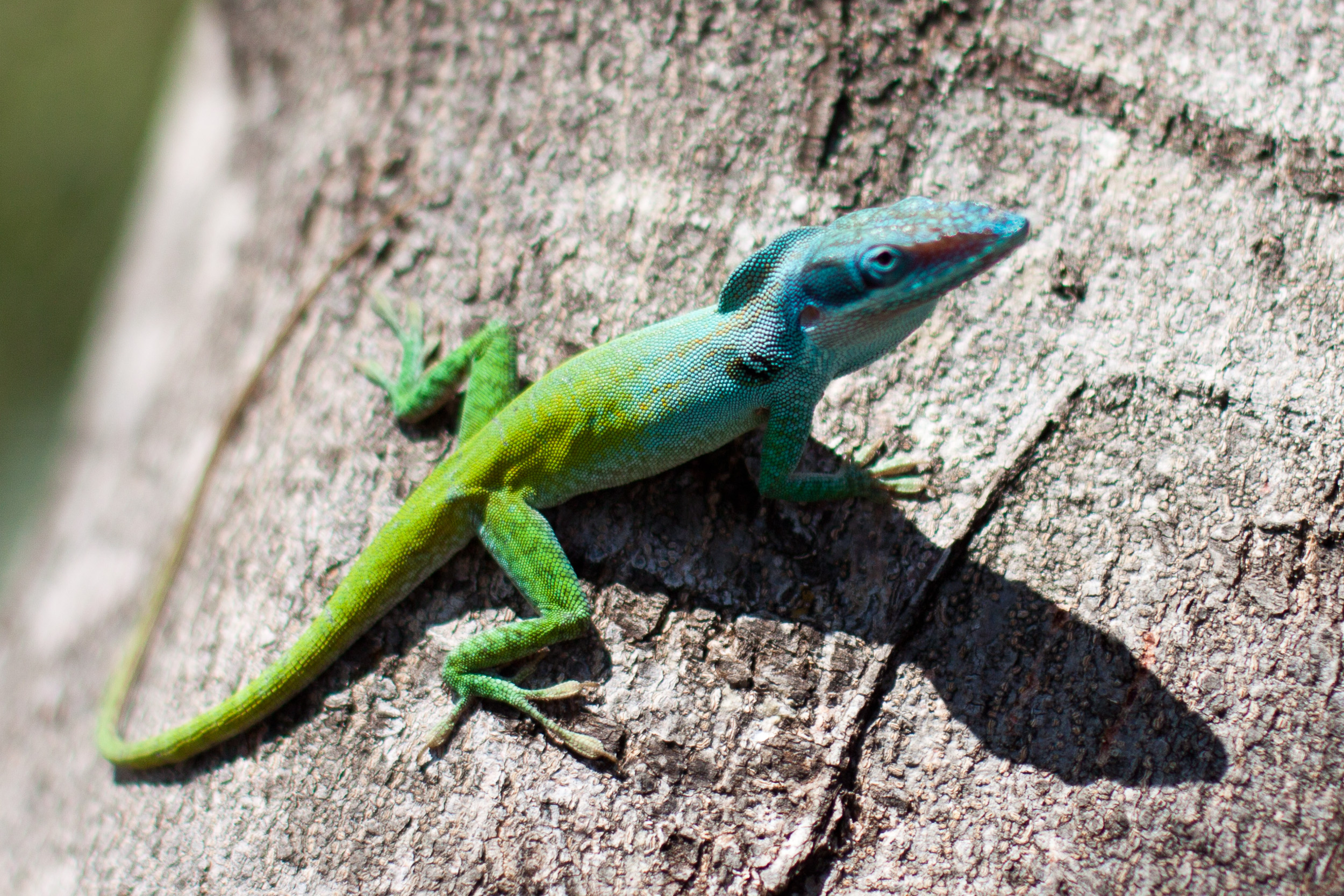
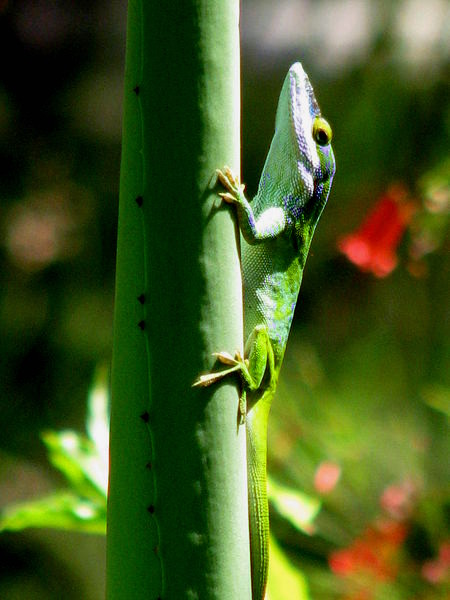
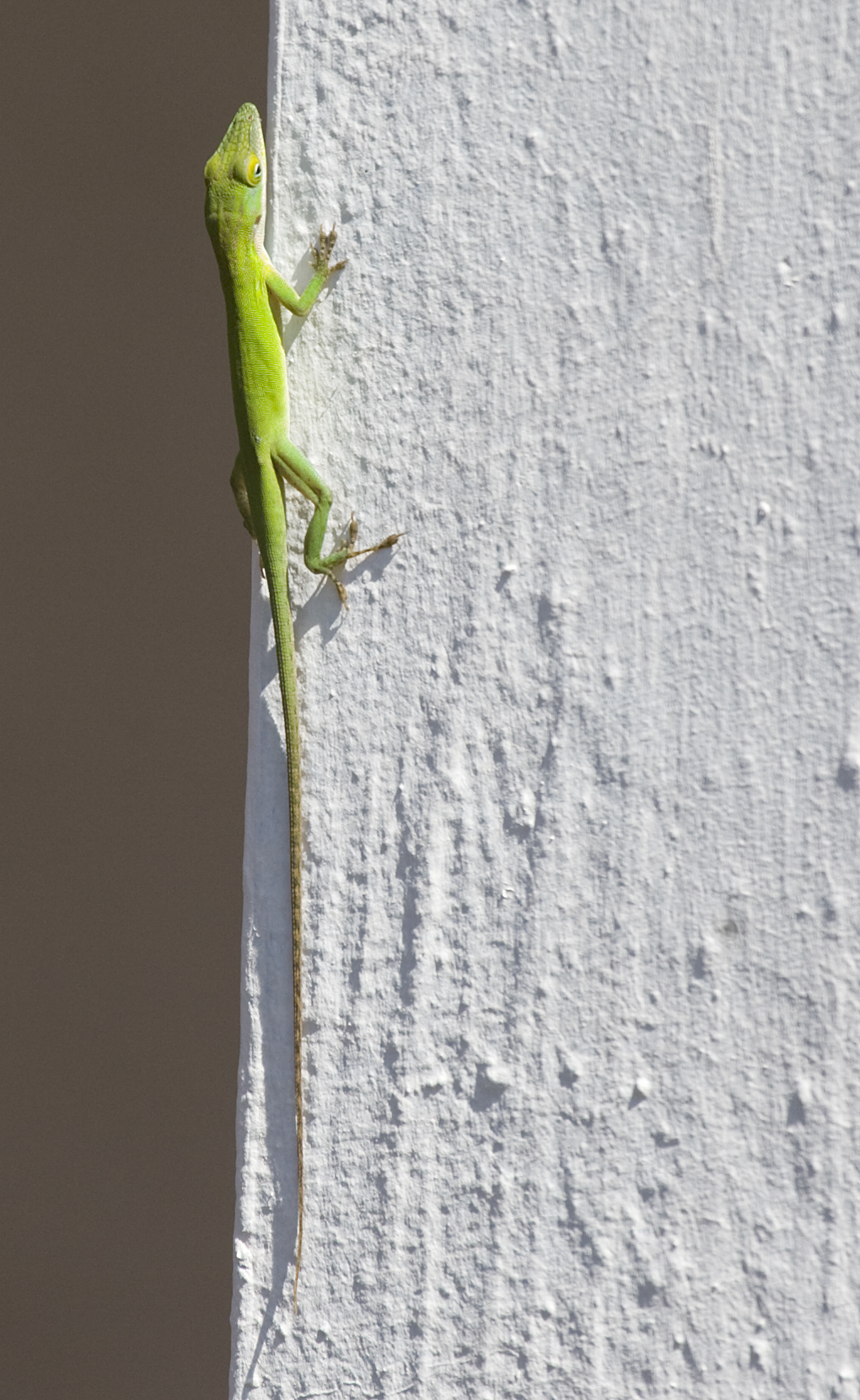
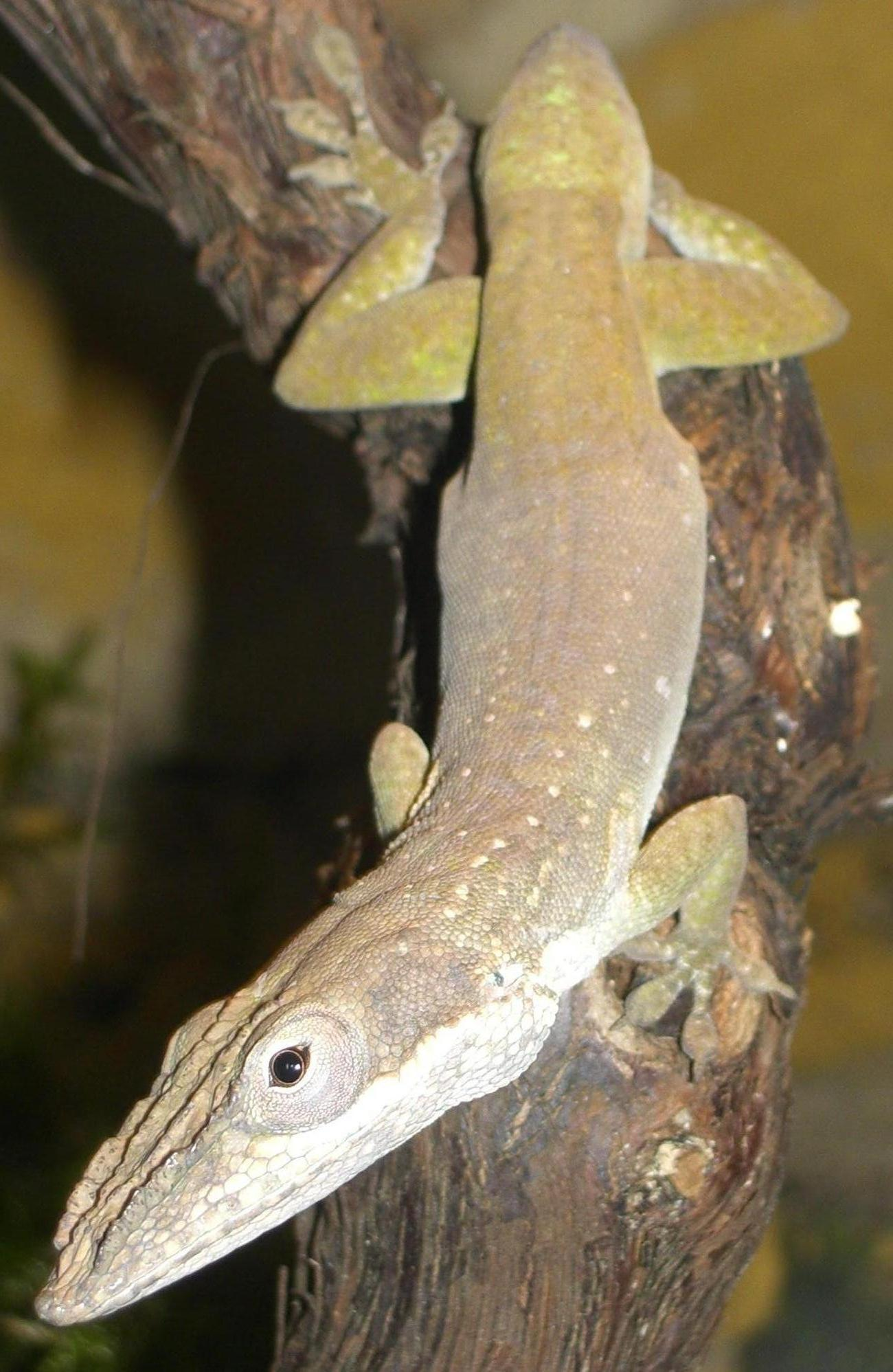
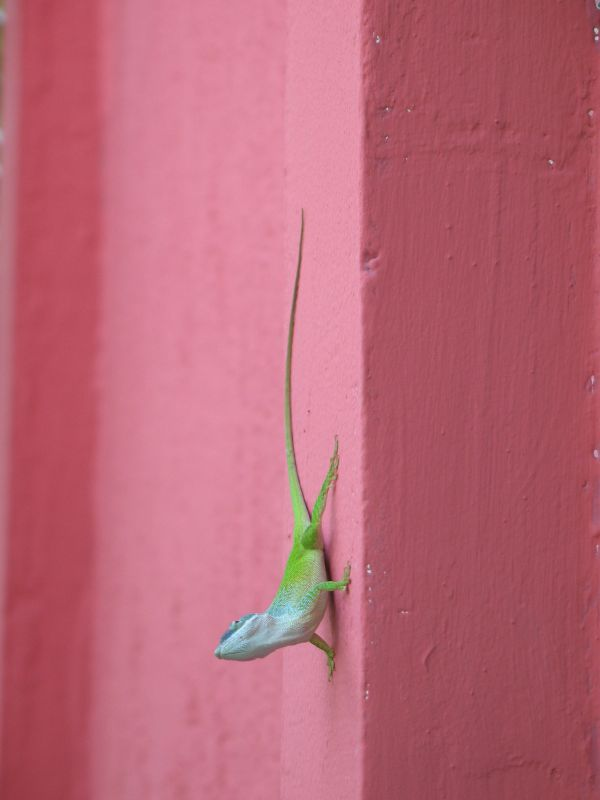

## واژه‌شناسی
نام گونه، ‘‘الیسونی’’، به افتخار آقای الیسون وینسنت آرمور، فیلانتروپ آمریکایی است.